# منطق مرتبه اول
منطق مرتبه‌اول (به انگلیسی: First-order logic) مجموعه‌ای از سیستم‌های صوری است که به آن منطق محمولات یا منطق گزاره‌ای (Predicate logic)، منطق سوری (به انگلیسی: quantificational logic)، یا حساب گزاره‌ای مرتبه اول (به انگلیسی: first-order predicate calculus) نیز گفته می‌شود و در ریاضیات، فلسفه، زبان‌شناسی، و علوم رایانه کاربرد دارد. در منطق مرتبه اول بر خلاف منطق گزاره‌ای می‌توان از متغیرهای سور داده شده روی اشیاء غیرمنطقی استفاده کرد؛ برای مثال می‌توان جمله‌ای مانند «یک x وجود دارد که x سقراط است و x انسان است» داشت که در آن «وجود دارد» سور و «x» متغیر است.
یک «نظریه» دربارهٔ یک موضوع معمولاً شامل یک «منطق مرتبه اول» همراه با یک «دامنه سخن» که روی آن متغیرهای سوری امکان تغییر دارند، تعداد محدودی «تابع» که دامنهٔ آن به خودش است، تعداد محدودی «گزاره» ی تعریف شده روی آن دامنه، و مجموعه‌ای از «اصول موضوعی» که در مورد آن اشیا برقرار است، می‌باشد.
صفت «مرتبه اول» منطق مرتبه اول را از «منطق‌های مرتبه بالاتر» مجزا می‌سازد که در آن گزاره‌هایی وجود دارد که «آرگومان‌هایی به صورت گزاره یا تابع» دارند، یا «سورهای گزاره‌ای» دارند یا اینکه در آن‌ها «سورهای تابعی» وجود دارد. در نظریه‌های مرتبه اول، گزاره‌ها معمولاً با مجموعه‌ها مرتبط‌اند. در حالی که در نظریه‌های سطح بالاتر، گزاره‌ها به صورت مجموعه ای از مجموعه‌ها تفسیر می‌شوند.
سیستم‌های استنتاجی مختلفی برای منطق مرتبه اول وجود دارد؛ که این سیستم‌ها هم استوارند (همهٔ جمله‌های قابل اثبات در همهٔ مدل‌ها صحیح اند) و هم کامل‌اند (همهٔ جمله‌های صحیح در همهٔ مدل‌ها قابل اثبات‌اند). تلاش زیادی روی اثبات قضیهٔ خودکار در منطق مرتبه اول انجام شده‌است. منطق مرتبه اول، نظریه‌های فرامنطقی زیادی را برآورده می‌کند، و این کار قابلیت تحلیل در نظریه برهان را برای آن فراهم می‌کند: مثل نظریهٔ لوونهایم-اسکولم و نظریه فشردگی.